# Boniface IX
Pour les articles homonymes, voir Boniface.
 (janvier 2008).
Si vous disposez d'ouvrages ou d'articles de référence ou si vous connaissez des sites web de qualité traitant du thème abordé ici, merci de compléter l'article en donnant les références utiles à sa vérifiabilité et en les liant à la section « Notes et références ».
Boniface IX (Pietro Tomacelli), noble napolitain né vers 1355, est élu pour devenir le 203e pape de l'Église catholique le 2 novembre 1389, consacré le 9 novembre à Rome, décédé le 1er octobre 1404 à Rome. Pendant son règne, les antipapes Clément VII et Benoît XIII continuent à tenir une cour papale à Avignon sous la protection de la monarchie française.

## Biographie
Pietro Tomaselli venait d'une famille baronniale de Naples ancienne mais appauvrie. Une source germanique contemporaine, hostile, Dietrich de Nieheim (de), assurait qu'il était illettré. Il est fait cardinal par Urbain VI le 21 décembre 1381. À défaut d'être un théologien entraîné ou habile dans les relations avec la Curie, il a su être plein de tact et prudent dans une période difficile. L'Allemagne, l'Angleterre, la Hongrie, la Pologne et la plus grande partie de l'Italie l'acceptèrent comme pape.
Le jour avant son élection, l'antipape Clément VII couronna un prince français, Louis II d'Anjou, roi de Naples. Boniface IX soutint lui son rival, le jeune Ladislas Ier de Naples. Ce dernier était l'héritier de droit de Charles III de Naples (assassiné en 1386) et de Margaret de Durazzo, descendante d'une famille qui avait traditionnellement soutenu les papes dans leurs querelles romaines contre le parti anti-impérial de la cité elle-même. Boniface IX fit couronner Ladislas roi de Naples à Gaeta le 29 mai 1390 et travailla avec lui à l'expulsion des forces angevines du sud de l'Italie.
Durant son règne, Boniface IX réussit finalement à supprimer l'indépendance de la Commune de Rome et à y établir son pouvoir temporel, bien que, pour y parvenir, il dut non seulement fortifier le Château Saint-Ange, mais également tous les ponts et fut obligé de résider durant de nombreuses années à Assise ou à Pérouse. Il prit également le port d'Ostie à son Cardinal-évêque. Il reprit également progressivement le contrôle des châteaux et des villes des États pontificaux. Il leur donna la forme qu'ils auront au cours du XVe siècle.

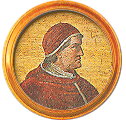
Portrait imaginaire. Basilique Saint-Paul-hors-les-Murs (mosaïque du milieu du XIXe siècle).

Le 20 mai 1394 il vendit, contre rétribution, la principauté de Masséran à Ludovico Fieschi.
Clément VII mourut à Avignon le 16 septembre 1394, mais les cardinaux français élurent rapidement un successeur : le cardinal Pedro de Luna, qui prit le nom d'antipape Benoît XIII. Durant les quelques années qui suivirent, Boniface IX fut poussé à abdiquer, même par ses plus proches alliés : le roi Richard II d'Angleterre, la Diète de Francfort en 1397 et l'empereur Venceslas Ier. Il refusa, tout comme il refusa la tenue d'un concile œcuménique qui était pourtant considéré comme le seul moyen de mettre fin au Grand Schisme.
Deux Années saintes furent célébrées à Rome durant le règne de Boniface IX. La première, en 1390, avait été décidée par son prédécesseur, le pape Urbain VI, et connut un fort afflux de pèlerins allemands, hongrois, polonais, bohêmiens et anglais. Plusieurs villes allemandes obtinrent les privilèges de l'Année sainte, comme étaient nommées les indulgences. L'Année sainte de 1400 causa à nouveau un fort afflux de pèlerins à Rome, notamment de France, alors même qu'il y régnait une épidémie de peste désastreuse. Le pape demeura dans la ville.
Durant la deuxième partie de l'année 1399, un nouveau mouvement de flagellants, les pénitents blancs, se développa en Provence, moins d'un siècle après l'extermination des Albigeois, et se répandit en Espagne et dans le nord de l'Italie. Cela rappelait les processions massives des flagellants de l'époque de la peste noire, en 1348 et 1349. Ils se rendaient en processions de ville en ville, habillés en blanc, portant une croix rouge dans leurs dos et suivant en meneur qui portait une grande croix. Les rumeurs de l'imminence du Jugement dernier et les témoignages de visions de la Vierge Marie abondèrent. Ils chantaient l'hymne Stabat Mater, qui était populaire depuis peu. Boniface IX et la curie soutinrent un temps ce mouvement lorsqu'il s'approchait de Rome, mais lorsqu'il y arriva, Boniface IX fit pendre leur chef et les flagellants se dispersèrent rapidement.
En Angleterre, les prêches anti-pontificales de John Wyclif aidaient l'opposition du roi et du haut clergé à l'habitude de Boniface IX d'attribuer des bénéfices anglais, lorsqu'ils devenaient vacants, à ses favoris à la Curie. Le pape avait en effet introduit une nouvelle forme de revenu, l'annates perpetuæ, qui attribuait au pape la moitié du revenu engrangé lors de la première année de tout bénéfice attribué au sein de la curie. Afin de s'opposer à cette pratique, le Parlement anglais confirma et étendit les droits du roi, lui donnant un droit de veto sur ses nominations en Angleterre. Boniface IX dut céder face à l'unité anglaise et satisfaire aux exigences du roi.
En 1398 et 1399, Boniface IX appela l'Europe chrétienne à soutenir l'empereur byzantin Manuel II Paléologue, menacé à Constantinople par le sultan Bayezid Ier. L'enthousiasme pour une nouvelle croisade fut très restreint.
En Allemagne, les Princes-Électeurs se réunirent à Rhense le 20 août 1400 pour déposer Venceslas Ier et choisirent à sa place Robert Ier du Saint-Empire, duc de Bavière et Comte palatin du Rhin. En 1403, Boniface IX approuva la déposition de Venceslas et reconnut Robert.
Boniface IX canonisa Brigitte de Suède en 1391. Il fonda les universités de Ferrare la même année et de Fermo en 1398. En 1392, il confirma également celle d'Erfurt, en Allemagne.
Il mourut en 1404 après une brève maladie.